# (4674) Pauling
(4674) Pauling (1989 JC) – to planetoida z wewnętrznej części pasa głównego.

## Odkrycie
Planetoida została odkryta 2 maja 1989 roku przez amerykańską astronom Eleanorę Helin. Nazwa asteroidy pochodzi od amerykańskiego fizyka i chemika Linusa Paulinga.

## Orbita
Orbita planetoidy (4674) Pauling jest nachylona do płaszczyzny ekliptyki pod kątem 19,44°. Na jeden obieg wokół Słońca ciało to potrzebuje 2 lat i 196 dni, krążąc w średniej odległości 1,86 j.a. od Słońca. Mimośród orbity tej planetoidy to 0,07.

## Właściwości fizyczne
Pauling ma średnicę ok. 8 km. Jego jasność absolutna to 13,3m. Okres obrotu tej planetoidy wokół własnej osi to blisko 2 godziny i 32 minuty.

## Księżyc planetoidy
Na podstawie obserwacji z 4 marca 2004 roku wykonanych w ESO na Cerro Paranal zidentyfikowano w pobliżu tej asteroidy naturalnego satelitę. Odkrycia dokonali W. J. Merline, P. M. Tamblyn, C. Dumas, F. Menard, L. M. Close, C. R. Chapman, G. Duvert i N. Ageorges.
Księzyc ten ma szacowaną średnicę na 2,5 km, krąży wokół wspólnego środka masy układu w czasie ok. 62 dni. Średnia odległość obydwu składników od siebie to 250 km.
Satelita został tymczasowo oznaczony S/2004 (4674) 1.